# مصاهره
مصاهره رابطه ای که بواسطه ٔ ازدواج بین زوج و زوجه و خویشان هر یک از آن دو ایجاد می شود.
مصاهره اصطلاحی در فقه شیعه است و در قانون مدنی ایران نیز آمده است.

## ماده 1047 قانون مدنی
نکاح بین اشخاص ذیل به واسطه ی مصاهره ممنوع دائمی است :
1. بین مرد و مادر و جدات زن او از هر درجه که باشد اعم از نسبی و رضاعی؛
2. بین مرد و زنی که سابقاً زن پدر یا زن یکی از اجداد یا زن پسر یا زن یکی از احفاد او بوده است هر چند قرابت رضاعی باشد؛
3. بین مرد با اناث از اولاد زن از هر درجه که باشد ولو رضاعی مشروط بر این که بین زن و شوهر زناشویی واقع شده باشد[۲]